# Кумкудук (Айтекебийский район)
Кумкудук (каз. Құмқұдық) — село в Айтекебийском районе Актюбинской области Казахстана. Административный центр и единственный населённый пункт Кумкудукского сельского округа. Код КАТО — 153457100.
Расположено на востоке района, в 50 км восточнее райцентра Комсомольское, высота над уровнем моря 256 м. Имеется почтовое отделение, средняя школа, детский сад, медпункт.
Примерно в 7 км к юго-западу от села расположено озеро Шалкар-Карашатау.

## Население
В 1999 году население села составляло 2560 человек (1279 мужчин и 1281 женщина). По данным переписи 2009 года, в селе проживал 1541 человек (763 мужчины и 778 женщин).